# Fiji One
Fiji One est une chaîne de télévision du réseau Fiji Television datant de 1994.

## Histoire
En 1987, Fiji One est l'unique chaîne publique de télévision de la région. En 2007, ce monopole est brisé.
En 1999, Fiji Television risque de perdre l'exlpoitation de Fiji One à la suite de la diffusion d'un entretien avec le général d'armée Ratu Epeli Nailatikau sur des sujets électoraux, le contrat de diffusion avec l'État interdisant alors les interventions des membres du gouvernement à l'antenne. En 2002, le sénateur Tomasi Kanailagi (et ancien président de l'Église méthodiste) qualifie Fiji One d'« agent du diable, complotant contre la chrétienté et les indigènes du pays ».

## Programmation
Les programmes de Fiji One sont presque exclusivement en anglais. Les productions locales occupent une place minoritaire. Entre minuit et deux heures, les programmes du réseau Australia Network prennent le relais.

## Gouvernance
- Président : Apakuki Kurusiga
- CEO : Geoffrey Smith